# Lasioglossum hoffmanni
Lasioglossum hoffmanni là một loài Hymenoptera trong họ Halictidae. Loài này được Strand mô tả khoa học năm 1915.